# Освајачи медаља на европским првенствима у атлетици на отвореном — 100 метара за мушкарце
Освајачи медаља на европским првенствима у атлетици на отвореном у дисциплини трчања на 100 метара, која је у програму од првог Европског првенства у Торину 1934., приказани су у следећој табели са постигнутим резултатима, рекордима и билансом освојених медаља по земљама и појединачно у овој дисциплини. . Резултати су приказни у секундама.
Најуспешнији појединци после 24 европска првенства били су Валериј Борзов из Совјетског Савеза и Линфорд Кристи из Уједињеног Краљевстваа са по 3 златне медаље. Три медаље освојио је и Кристоф Леметр из Француске али 2 златне и једну сребрну. Код земаља најспешнје је Уједињено Краљевство са укпно 15 од чега 7 златних, 4 сребрних и 4 бронзаних медаља. И Француска има укупо 15 медаља, али слабијег сјаја 4 златне, 7 сребрних и 4 бронзане.
Рекорд европских првенстава на отвореноми држе Зарнел Хјуз (2022) из Уједињеног Краљевства и Марсел Џејкобс (2024) из Италије са 9,95 секунди.

## Освајачи медаља на европским првенствима на отвореном
| Дисциплина             |                                       | Резултат   |                                          | Резултат |                                           | Резултат |
| Торино 1934 детаљи     | Кристијан Бергер · Холандија          | 10,6 РЕП   | Ерих Борхмајер Немачка                   | 6,7      | Јожеф Шир Мађарска                        | 6,7      |
| Париз 1938 детаљи      | Мартинус Осендарп · Холандија         | 10,5 РЕП   | Орацио Маријани · ИТА                    | 10,6     | Ленарт Страндберг · Шведска               | 10,6     |
| Осло 1946 детаљи       | Џек Арчер · Уједињено Краљевство      | 10,6       | Хакон Транберг · Норвешка                | 10,7     | Карло Монти · Италија                     | 10,8     |
| Брисел 1950 детаљи     | Етјен Бали · Француска                | 10,7       | Франко Лечезе · Италија                  | 10,7     | Владимир Сухајев · СССР                   | 10,7     |
| Берн 1954 детаљи       | Хајнц Фитерер · Западна Немачка       | 10,5 =РЕП  | Рене Бонино · Француска                  | 10,6     | Џорџ Елис · Уједињено Краљевство          | 10,7     |
| Стокхолм 1958 детаљи   | Армин Хари · Западна Немачка          | 10,3 РЕП   | Манфред Гермар · Западна Немачка         | 10,4     | Питер Радфорд · Уједињено Краљевство      | 10,4     |
| Београд 1962 детаљи    | Клод Пикмал · Француска               | 10,3 =РЕП  | Жослин Делекур · Француска               | 10,4     | Петер Гампер · Уједињено Краљевство       | 10,4     |
| Будимпешта 1966 детаљи | Вјеслав Мањјак · Пољска               | 10,3 =РЕП  | Роже Жослин Делекур · Француска          | 10,4     | Клод Пикмал · Француска                   | 10,4     |
| Атина 1969 детаљи      | Валериј Борзов · Совјетски Савез      | 10,49      | Алан Сартер · Француска                  | 10,50    | Филип Клерк · Швајцарска                  | 10,56    |
| Хелсинки 1971 детаљи   | Валериј Борзов · Совјетски Савез      | 10,27 РЕП  | Герхард Вихлер Западна Немачка           | 10,49    | Василис Папагеоргопоулос · Грчка          | 10,56    |
| Рим 1974 детаљи        | Валериј Борзов · Совјетски Савез      | 10,27 =РЕП | Пјетро Менеа · Италија                   | 10,34    | Клаус Дитер Билер Западна Немачка         | 10,35    |
| Праг 1978 детаљи       | Пјетро Менеа · Италија                | 10,27 =РЕП | Еуген Реј · Источна Немачка              | 10,36    | Владимир Игнатенко · Совјетски Савез      | 10,37    |
| Атина 1982 детаљи      | Франк Емелман · Источна Немачка       | 10,21 РЕП  | Пиерфранческо Павон · Италија            | 10,25    | Мариан Воронин · Пољска                   | 10,28    |
| Штутгарт 1986 детаљи   | Линфорд Кристи · Уједињено Краљевство | 10,15 РЕП  | Стефен Брингман · Источна Немачка        | 10,20    | Бруно Маре-Росе · Француска               | 10,21    |
| Сплит 1990 детаљи      | Линфорд Кристи · Уједињено Краљевство | 10,00 РЕП  | Данијел Сангума · Француска              | 10,04    | Џон Риџиз · Уједињено Краљевство          | 10,07    |
| Хелсинки 1994 детаљи   | Линфорд Кристи · Уједињено Краљевство | 10,14 РЕП  | Гејр Моен · Норвешка                     | 10,30    | Алекс Порхомовски · Русија                | 10,31    |
| Будимпешта 1998 детаљи | Дарен Кембел · Уједињено Краљевство   | 10,04 РЕП  | Двејн Чејмберс · Уједињено Краљевство    | 10,10    | Харалабос Пападијас · Грчка               | 10,17    |
| Минхен 2002. детаљи    | Френсис Обиквелу · Португалија        | 10,06      | Дарен Кембел · Уједињено Краљевство      | 10,15    | Роланд Немет · Мађарска                   | 10,27    |
| Гетеборг 2006 детаљи   | Френсис Обиквелу · Португалија        | 9,99 РЕП   | Андреј Јепишин · Русија                  | 10,10    | Матиц Осовникар · Словенија               | 10,13    |
| Барселона 2010 детаљи  | Кристоф Леметр · Француска            | 10,11      | Марк Луис-Френсис · Уједињено Краљевство | 10,18    | Мартијал Мбанджок · Француска             | 10,18    |
| Хелсинки 2012 детаљи   | Кристоф Леметр · Француска            | 10,09      | Жими Вико · Француска                    | 10,12    | Џајсума Саиди Ндуре · Норвешка            | 10,18    |
| Цирих 2014 детаљи      | Џејмс Дасаолу · Уједињено Краљевство  | 10,06      | Кристоф Леметр · Француска               | 10,13    | Хари Ејкинс-Аритеј · Уједињено Краљевство | 10,22    |
| Амстердам 2016 детаљи  | Чуранди Мартина · Холандија           | 10,07      | Жак Али Харви · Турска                   | 10,07    | Жими Вико · Француска                     | 10,08    |
| Берлин 2018 детаљи     | Жарнел Хјуз · Уједињено Краљевство    | 9,95 РЕП   | Рис Прескод · Уједињено Краљевство       | 9,96     | Жак Али Харви · Турска                    | 10,01    |
| Минхен 2022 детаљи     | Марсел Џејкобс · Италија              | 9,95 =РЕП  | Жарнел Хјуз · Уједињено Краљевство       | 9,99     | Џеремаја Азу · Уједињено Краљевство       | 10,13    |
| Рим 2024 детаљи        | Марсел Џејкобс · Италија              | 10,02      | Читуру Али · Италија                     | 10,05    | Ромел Глејв · Уједињено Краљевство        | 10,06    |
| Бирмингем 2026         |                                       |            |                                          |          |                                           |          |

| #   | Држава               |    |    |    |    |
| --- | -------------------- | -- | -- | -- | -- |
| 1.  | Уједињено Краљевство | 7  | 5  | 6  | 18 |
| 2.  | Француска            | 4  | 7  | 4  | 15 |
| 3.  | Италија              | 3  | 5  | 1  | 9  |
| 4.  | Совјетски Савез      | 3  | -  | 2  | 5  |
| 5.  | Холандија            | 3  | -  | -  | 3  |
| 6.  | Немачка              | 2  | 2  | 1  | 5  |
| 7.  | Португалија          | 2  | -  | -  | 2  |
| 8.  | Источна Немачка      | 1  | 2  | -  | 3  |
| 9.  | Пољска               | 1  | -  | 1  | 2  |
| 10. | Норвешка             | -  | 2  | 1  | 3  |
| 11. | Западна Немачка      | -  | 1  | 1  | 2  |
| 11. | Русија               | -  | 1  | 1  | 2  |
| 11. | Турска               | -  | 1  | 1  | 2  |
| 14. | Мађарска             | -  | -  | 2  | 2  |
| 14. | Грчка                | -  | -  | 2  | 2  |
| 16. | Шведска              | -  | -  | 1  | 1  |
| 16. | Швајцарска           | -  | -  | 1  | 1  |
| 16. | Словенија            | -  | -  | 1  | 1  |
|     | Укупно (18)          | 26 | 26 | 26 | 78 |

|    | Атлетичар                             |   |   |   |   |
| -- | ------------------------------------- | - | - | - | - |
| 1. | Валериј Борзов, Совјетски Савез       | 3 | 0 | 0 | 3 |
| 1. | Линфорд Кристи , Уједињено Краљевство | 3 | 0 | 0 | 3 |
| 3. | Кристоф Леметр, Француска             | 2 | 1 | 0 | 3 |
| 4. | Френсис Обиквелу, Португалија         | 2 | 0 | 0 | 2 |
| 4. | Марсел Џејкобс, Италија               | 2 | 0 | 0 | 2 |
| 6. | Пјетро Менеа, Италија                 | 1 | 1 | 0 | 2 |
| 6. | Зарнел Хјуз, Уједињено Краљевство     | 1 | 1 | 0 | 2 |
| 8. | Жак Али Харви, Турска                 | 0 | 1 | 1 | 2 |
| 8. | Жими Вико, Француска                  | 0 | 1 | 1 | 2 |